# Communauté de communes Val Sol
Die Communauté de communes Val Sol ist ein ehemaliger französischer Gemeindeverband mit der Rechtsform einer Communauté de communes im Département Loiret in der Region Centre-Val de Loire. Sie wurde am 29. September 2005 gegründet und umfasste sieben Gemeinden. Der Verwaltungssitz befand sich im Ort Sandillon.

## Historische Entwicklung
Mit Wirkung vom 31. Dezember 2016 wurde der Gemeindeverband aufgelöst. Seine ehemaligen Mitgliedsgemeinden wurden mehrheitlich der Communauté de communes des Loges angeschlossen. Vannes-sur-Cosson hingegen trat der Communauté de communes du Val de Sully bei.

## Ehemalige Mitgliedsgemeinden
1. Férolles
2. Ouvrouer-les-Champs
3. Sandillon
4. Sigloy
5. Tigy
6. Vannes-sur-Cosson
7. Vienne-en-Val